# El Heraldo Austral
El Heraldo Austral es un periódico chileno fundado el 9 de septiembre de 1951 que actualmente circula en las comunas de Puerto Varas, Llanquihue y Frutillar.

## Historia
Se funda el 9 de septiembre de 1951 en Frutillar por Rosendo Álvarez y Benjamín Mansilla, para luego asentarse definitivamente en Puerto Varas. El periódico fue administrado por Rosendo Álvarez hasta su muerte en 1988, para luego ser sucedido por su esposa Lucía Bravo hasta 2018. Actualmente el diario es administrado por Paola Álvarez B.